# 贵州嘉丽树
贵州嘉丽树（学名：Carrierea dunniana）为大风子科山羊角树属下的一个种。